# Tofino
Tofino est un village de la côte ouest de l'île de Vancouver en Colombie-Britannique, au Canada, situé à l'aboutissement ouest de la Route 4 (la Pacific Rim Highway), sur la pointe de la péninsule d'Esowista. Le règlement de Tofino a acquis le nom en 1909 avec l'ouverture du bureau de poste de Tofino, nommé en association avec Tofino Inlet à proximité. Tofino Inlet a été nommé en 1792 par les commandants espagnols Dionisio Alcalá Galiano (1760-1805) et Cayetano Valdés y Flores (1767-1835), en l'honneur de l'amiral et hydrographe espagnol Vicente Tofiño de San Miguel y Wanderiales (ou Vanderiales; 1732-1795), sous lequel Galiano avait appris la cartographie.
Tofino est une station touristique réputée pour la qualité de ses plages qui attirent les surfeurs l'été, pour la richesse de son environnement marin et pour les spectaculaires forêts tempérées humides qui l'entourent. Elle est aussi connue pour ses impressionnants orages sur l'eau en hiver.
Chaque année, en mars, la migration de milliers de baleines grises est célébrée avec le Pacific Rim Whale Festival (en). Fin avril-début mai a lieu le Tofino Shorebird Festival (en).

## Géographie
Tofino se situe au nord ouest de l’île de Vancouver, sur le côté sud de Clayoquot Sound et au nord de la péninsule d'Esowistra.
Le village se situe à 317 km de Victoria, la capitale de la Colombie-Britannique par la route.

## Démographie
| 2001  | 2006  | 2011  | 2016  |
| ----- | ----- | ----- | ----- |
| 1 466 | 1 655 | 1 876 | 1 967 |

Ces vingt dernières années la population de Tofino a augmenté de 58 %. Le nombre d'habitants varie avec les saisonniers qui font augmenter la population d'environ 3 000 personnes chaque été. 
La population est plutôt jeune, alors que l'age médian est de 43 ans dans le reste de la Colombie-Britannique, il est de 35,9 à Tofino.
On estime que les descendants européens représentent 84 % de la population alors que les firsts nations en représente 6,7 % et les Métis 5,7 %.

## Histoire

### Premières nations
L’histoire de Tofino remonte aux premières nations qui vivaient sur la Baie de Clayoquot. En effet, depuis plus de 5 000 ans, le peuple nuu-chah-nulth vivait sur ces terres, dans un village nommé Opitsaht situé en face de Tofino,.
Cette première nation vivait essentiellement de la pêche et de la chasse : morues, flétans, mollusques, phoques, baleines, otaries…
On estime aujourd’hui que la population atteignait les 100 000 habitants avant l’arrivée des européens.

### Explorations
Les premières explorations de la baie ont eu lieu en 1774 et 1778 par deux explorateurs : Juan Joseph Pérez Hernandez en 1774 (envoyé par la reine charlotte et le vice roi de la nouvelle Espagne dans le but de renforcer la revendication espagnole dans l’ouest de l’Amérique du nord)  puis ce fut au tour de James Cook en 78 (venu dans le but de revendiquer la région comme appartenant à la Grande Bretagne). Des accords ont donc été signés pour éviter un conflit armé dans les trois conventions de Nootka (1790 et 1794),.
À la suite de ces explorations, un commerce a été mis en place avec les firsts nations : en échange de peaux de loutre de mer (prisées en Asie) ils reçurent des armes, de l’alcool et des denrées alimentaire. Ce commerce bien que fluctuant était quelque peu conflictuels,.
Ce n’est qu’en 1792 que le nom de Tofino apparaît, la partie la plus au sud de la baie de Clayoquot est alors renommé “Tofiño Inlet” en l’honneur du capitaine Vincent Tofiño,.

### Première colonie
En 1854 ou 1855 une première colonie apparaît : William Banfield (agent colonial britannique) et deux partenaires commerciaux installent alors un poste de traite sur l’île Clayoquot et pour distinguer le village et l’île, le nom de Tofino commence à être utilisé,.
Dans les années 1890-1900, la colonie se développe peu à peu, des familles s’installent et différents services apparaissent : La première boutique en 1901, suivi par un médecin en 1905, une école, qui ouvrit ses portes en 1906. Ces différentes installations sont suivies par la création d’un quai et d’une station de sauvetage en 1908, du premier bureau de poste en 1909, l’église St. Columbia Anglican est inauguré en 1913. À l'époque, Tofino est défini par un journal de la Colombie-Britannique comme un bureau de poste accompagné d’un débarcadère.
Ce n’est que le 5 février 1932 que Tofino a été incorporé comme municipalité.

### Population japonaise et Seconde Guerre mondiale
C'est à partir des années 1930 que des pécheurs japonais sont venus s’installer aux alentours de Tofino.
Leurs conditions ont drastiquement baissé durant la Seconde Guerre mondiale, en 1942, le gouvernement a ordonné l'expulsion de tous les Canadiens d'origine japonaise de la côte ouest du Canada. Les habitants de Tofino d'origines japonaise se sont alors vus prendre leurs maisons, leurs bateaux et ont été chassés. Cela a vidé la municipalité d'un tiers de sa population...
Ce n'est qu'en 1949 que l'interdiction aux originaires du Japon de vivre sur la cote a été levé.
Tofino a formé un district en 1982.

## Développement et économie

### Développement des transports
En 1942, à 11km de la communauté, une base de l'Air force a été construite mais elle a fermé ses portes après la guerre (en 1949), cette base s'est aujourd'hui transformée en aéroport.
Une route reliant Tofino aux villes alentour n’a été achevée qu'en 1959. Une route de gravier permet de relier Ucluelet, Tofino et Port Alberni, avant on ne pouvait pas se déplacer en voiture... Cependant cette route était réservée à l'exploitation forestière et sera  fermée jusqu'en 1964. elle sera  totalement terminée en 1972.

### Économie

#### Forestière
L'industrie forestière de Tofino a pu croitre à partir de 1959, lorsque la route la reliant à port Alberni fut créée. Cette industrie a alors  pris une grande place dans l'économie de la municipalité et ce jusque dans les années 1990. Cette industrie a aussi été le fruit de nombreuses protestations dès 1984, nommées  "La guerre des bois".

#### Pêche
En 1972, une usine de transformation de hareng est construite à Tofino.
La pêche est l'une des raisons, avec l'industrie forestière, de l’expansion démographique qui a plus que doublé en vingt ans.
Aujourd'hui la pêche n'est plus exploitée dans un but économique, de par  l'explosion du touristique et l'augmentation de la pêche sportive.

#### Tourisme
C'est en 1913 que démarre l'activité touristique de Tofino, lorsque le navire à vapeur prénommé "Princess Maquinna" commence à sillonner les côtes de la Colombie Britannique.
Depuis le développement  touristique n'a fait que croitre, avec l'ouverture de la route en 1964 et la création du parc National Pacific Rim en 1970, parc protégeant une forêt primaire, "the rain forest" à proximité de Tofino.
Aujourd'hui l'économie est basée sur le tourisme. Le district accueille plus d'un million de visiteurs chaque année. L’hébergement et la restauration représentaient 30% des emplois en 2016 et les postes liés au tourisme 64%.
Le surf est devenu la principale activité, plus de 40% des touristes le pratiquent. En 2010 Tofino est désignée "meilleure ville de surf" d’Amérique du nord.

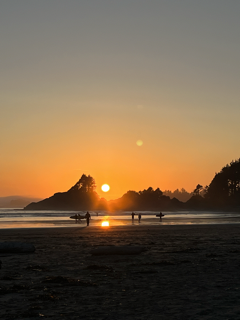

## Climat
Le climat de Tofino est relativement froid avec une température moyenne sur l'année de 9,5 °C mais avec des variations de température relativement faible d'une dizaine de degrés sur l'année.
Les étés sont relativement courts avec une saison douce d'une durée d'environ trois mois et un temps partiellement nuageux.
Les hivers durent environ 4 mois et sont relativement froids, venteux et couverts avec de nombreuses précipitations mais les températures sont rarement en dessous des 0 °C.
La température de l'eau quant à elle varie en fonction de la saison entre les 8-9 et 13-14 °C,.

### Température et précipitations moyenne de 1981 à 2010 à Tofino[7]
| Mois                                  | jan.      | fév.       | mars      | avril     | mai       | juin      | jui.      | août      | sep.      | oct.      | nov.       | déc.       | année          |
| ------------------------------------- | --------- | ---------- | --------- | --------- | --------- | --------- | --------- | --------- | --------- | --------- | ---------- | ---------- | -------------- |
| Température minimale moyenne (°C)     | 2,3       | 1,9        | 2,7       | 4         | 6,5       | 8,9       | 10,5      | 10,8      | 9         | 6,3       | 3,6        | 1,9        | 5,7            |
| Température moyenne (°C)              | 5,3       | 5,4        | 6,5       | 8         | 10,5      | 12,9      | 14,7      | 15        | 13,4      | 10        | 6,8        | 5          | 9,5            |
| Température maximale moyenne (°C)     | 8,3       | 9          | 10,1      | 11,9      | 14,5      | 16,8      | 18,9      | 19,1      | 17,8      | 13,6      | 10         | 8,1        | 13,2           |
| Record de froid (°C) date du record   | −15 1969  | −11,1 1933 | −6,1 1906 | −3,3 1911 | −1,1 1909 | 1,1 1916  | 3,3 1949  | 3,3 1910  | −0,6 1972 | −3,5 1984 | −12,7 1985 | −12,2 1968 | −15 1969       |
| Record de chaleur (°C) date du record | 20,1 1986 | 19,4 1938  | 24,4 2019 | 24,4 1904 | 29,4 1914 | 35,4 2021 | 33,9 1941 | 32,8 1961 | 29,4 1963 | 25,6 1908 | 21,1 1970  | 19,4 1902  | 35,4 28/6/2021 |
| Ensoleillement (h)                    | 58,6      | 81,6       | 126,3     | 170,3     | 203,1     | 190,9     | 226,7     | 199,6     | 175,8     | 116,1     | 62,5       | 56,5       | 1 668,1        |
| Précipitations (mm)                   | 486,6     | 336,1      | 329,8     | 269,9     | 153       | 129,7     | 71        | 88,1      | 132,8     | 341,9     | 492,1      | 440        | 3 270,7        |
| dont neige (cm)                       | 9,2       | 8,7        | 4         | 0,7       | 0         | 0         | 0         | 0         | 0         | 0,1       | 2,8        | 7,9        | 33,3           |
| Nombre de jours avec précipitations   | 22,7      | 18,7       | 21,7      | 18,4      | 15,7      | 13,8      | 10        | 10,9      | 11,7      | 19,4      | 22,9       | 21,9       | 207,8          |
| Humidité relative (%)                 | 83,6      | 76,7       | 75,6      | 73,2      | 71,3      | 71,7      | 71,7      | 74,8      | 73,2      | 79,3      | 82,9       | 84,6       | 76,5           |
| Nombre de jours avec neige            | 1,9       | 1,5        | 1,3       | 0,4       | 0         | 0         | 0         | 0         | 0         | 0         | 0,9        | 2          | 7,8            |

| Diagramme climatique                                  |           |              |            |            |              |            |              |            |              |            |           |
| J                                                     | F         | M            | A          | M          | J            | J          | A            | S          | O            | N          | D         |
| 8,32,3486,6                                           | 91,9336,1 | 10,12,7329,8 | 11,94269,9 | 14,56,5153 | 16,88,9129,7 | 18,910,571 | 19,110,888,1 | 17,89132,8 | 13,66,3341,9 | 103,6492,1 | 8,11,9440 |
| Moyennes : • Temp. maxi et mini °C • Précipitation mm |           |              |            |            |              |            |              |            |              |            |           |

## Parcs naturels, faune et flore
- La réserve de parc national Pacific Rim, accolée à la municipalité a été créée en 1970. Elle s'étend sur près de 286 km2, le tout sur 106 km le long du littoral de l'île, afin de protéger la faune et la flore marine. Le parc est étendu jusqu'à une profondeur de 18 m dans l'océan.
- Une forêt constituée grâce à un climat doux et une pluie abondante bordée par le littoral, qui abrite de nombreuses espèces : ours noirs, cerfs, puma, écureuils… On retrouve aussi au bord et au large du parc de nombreuses espèces marines comme des loutres ou des pieuvres géantes[24].
- On peut aussi observer au large de Tofino des baleines grises de mars à fin novembre lors de leur migration annuelle ainsi que d'autres espèces de baleines[25].
- Le Jardin botanique de Tofino abrite des espèces typiques de la forêt pluviale[26].

## Événements
- Rip Curl Pro Nationals : Compétition de surf mondialement connu se déroule en avril, en 2020 la compétition fêtera sa 14e édition.
- The Queen of Pic Festival : Compétition de surf réservée aux femmes qui a été créée en 2009 ayant pour but de valoriser le talent des surfeuses de l'ouest de l'île de Vancouver.
- Carving on the Edge Festival : Festival artistique et culturelle
- Tofino Market : Marché qui a lieu tous les samedis de 10 h à 14 h durant la période estivale (fermeture le 10 octobre)[27].

## Galerie de photos

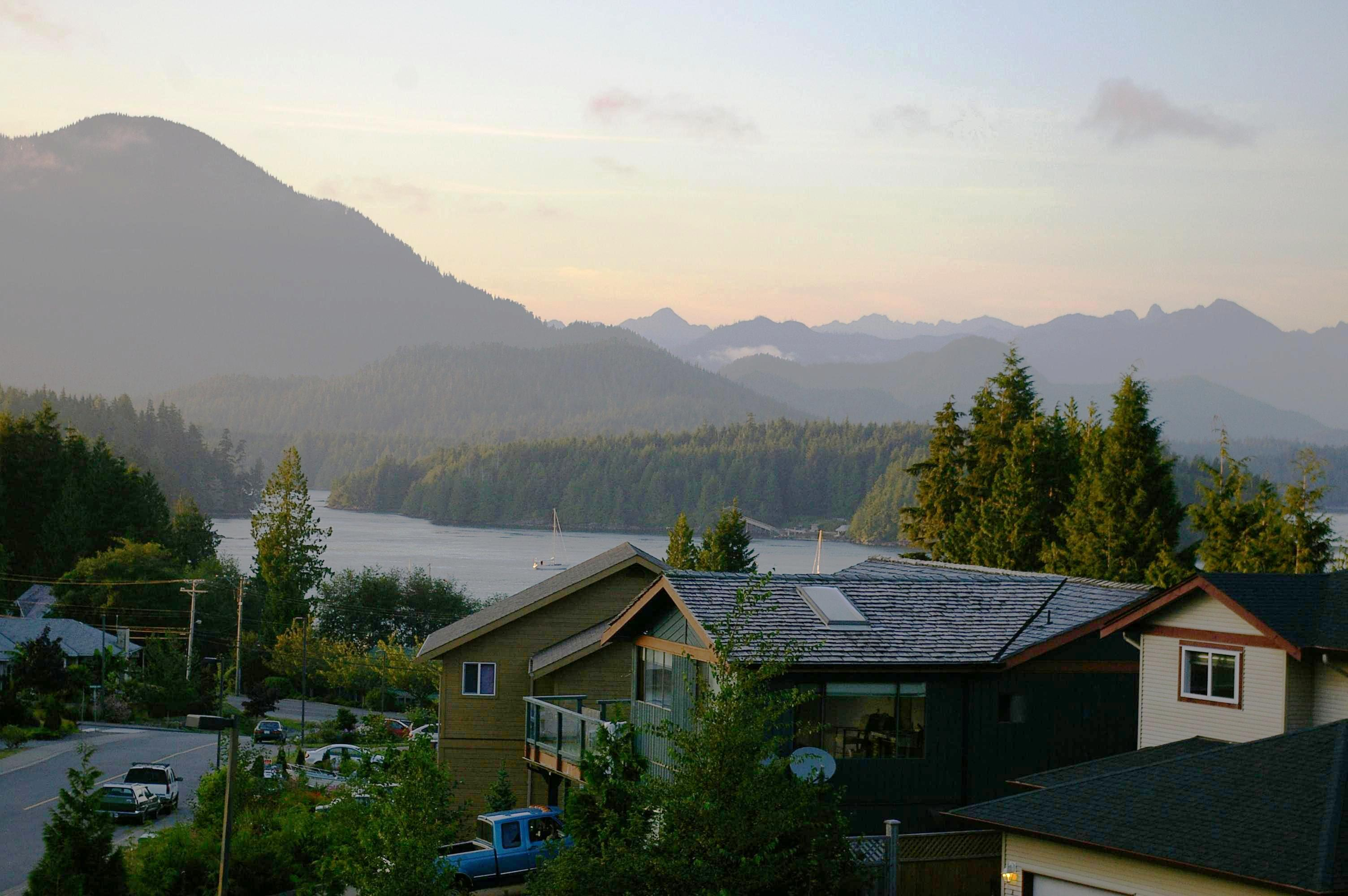
Tofino — vue vers l'île de Meares.
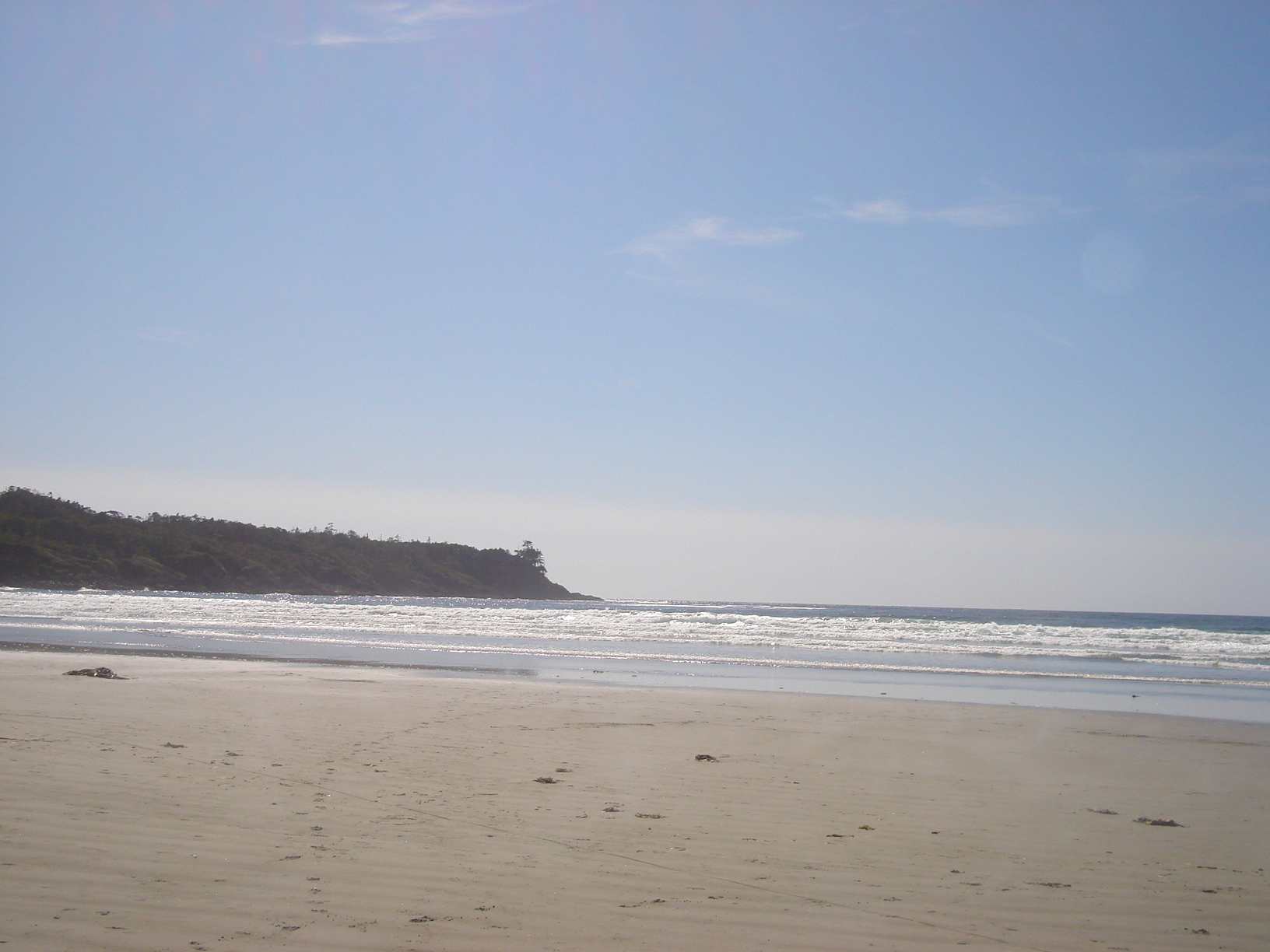
Cox Bay Beach.
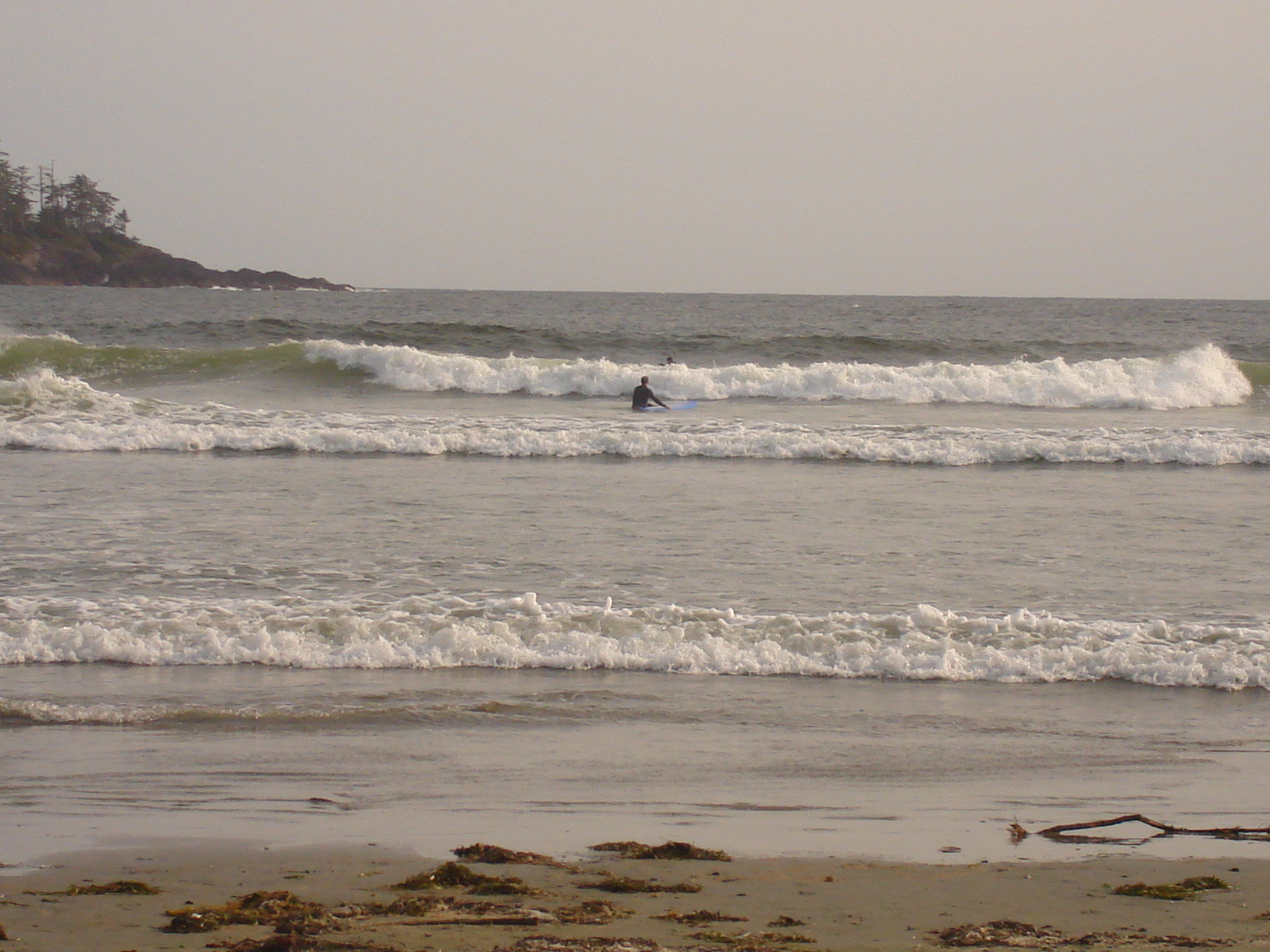
Chesterman Beach.
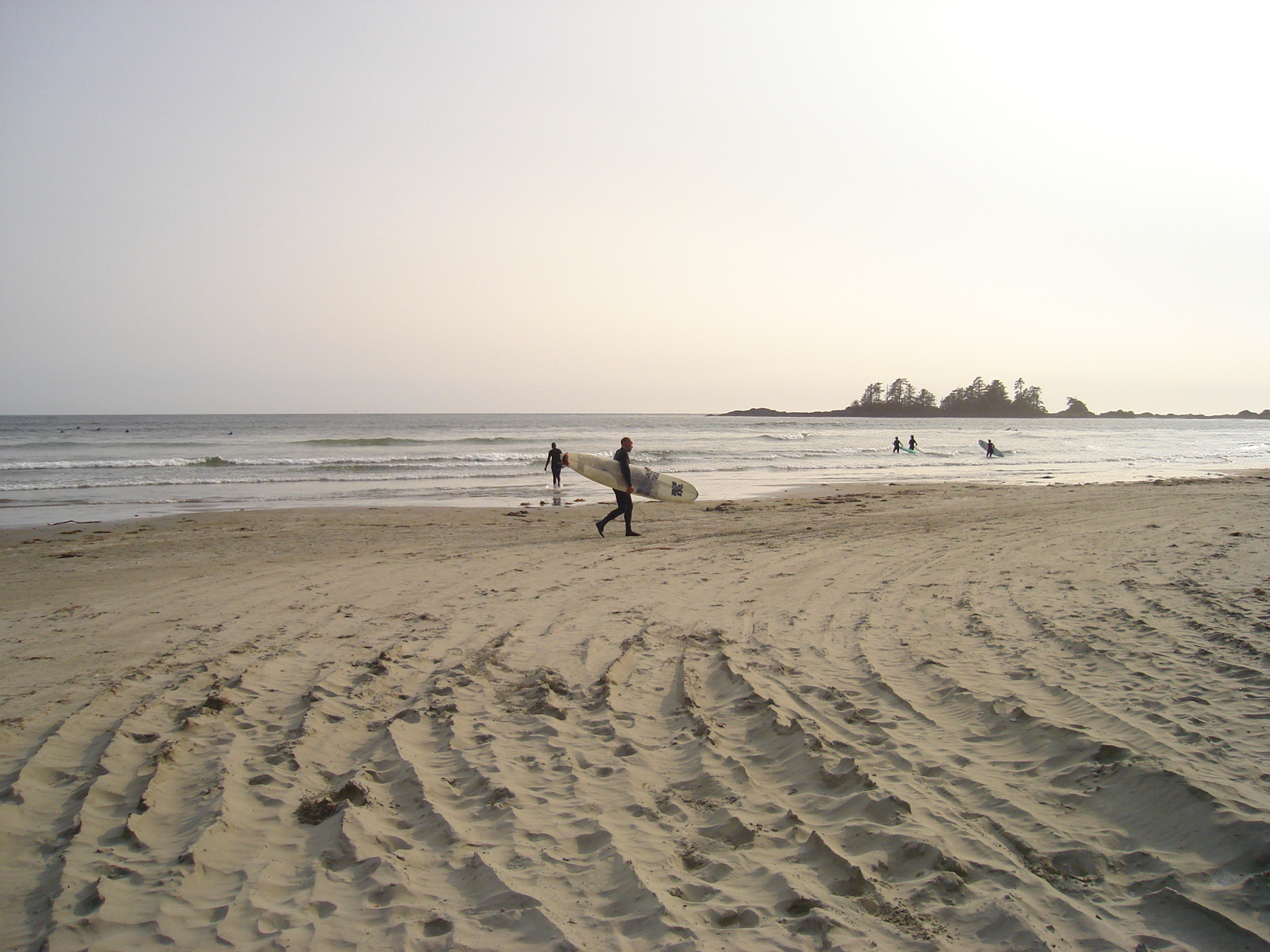
Surfeur.
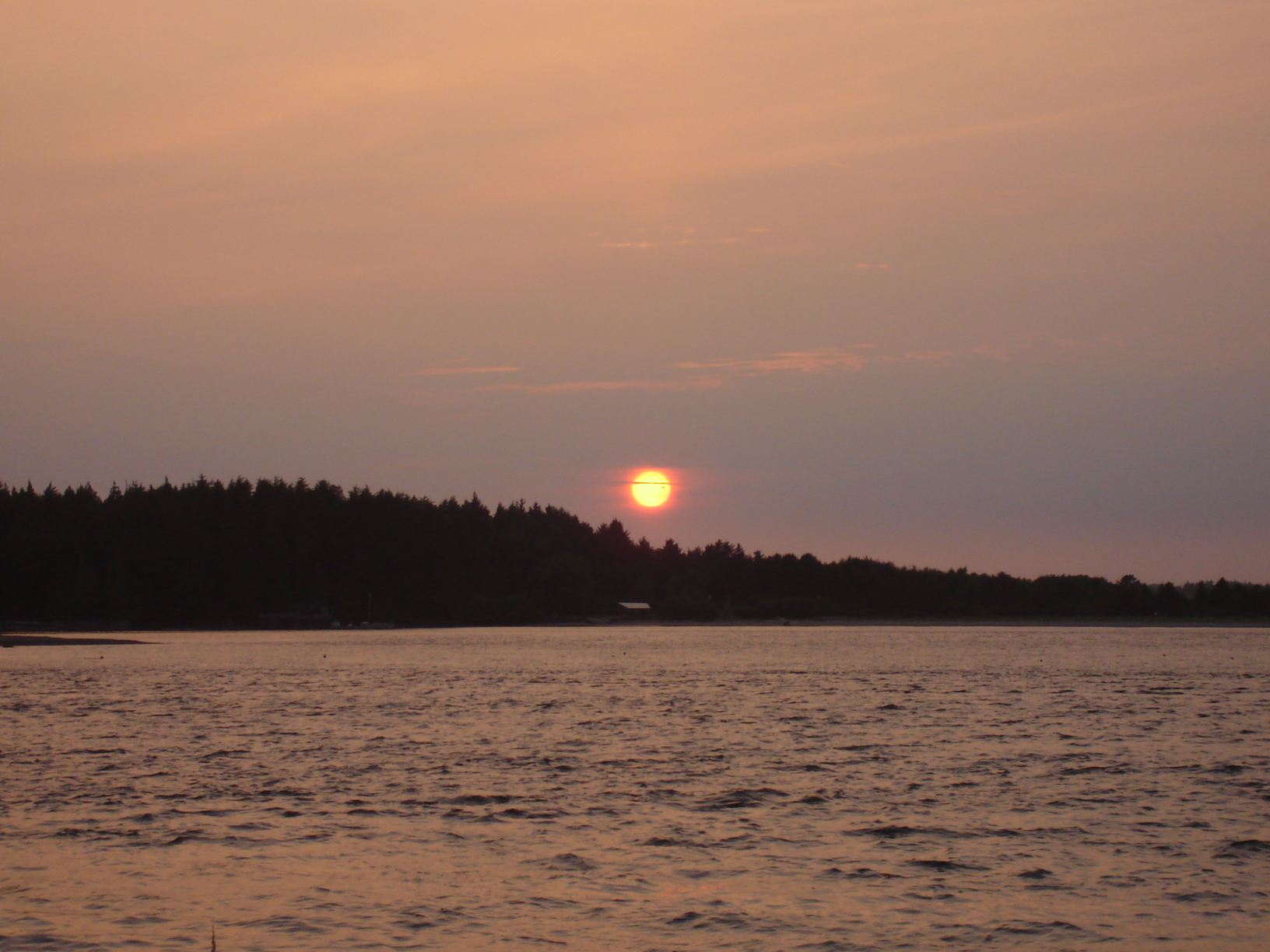
Coucher de soleil.
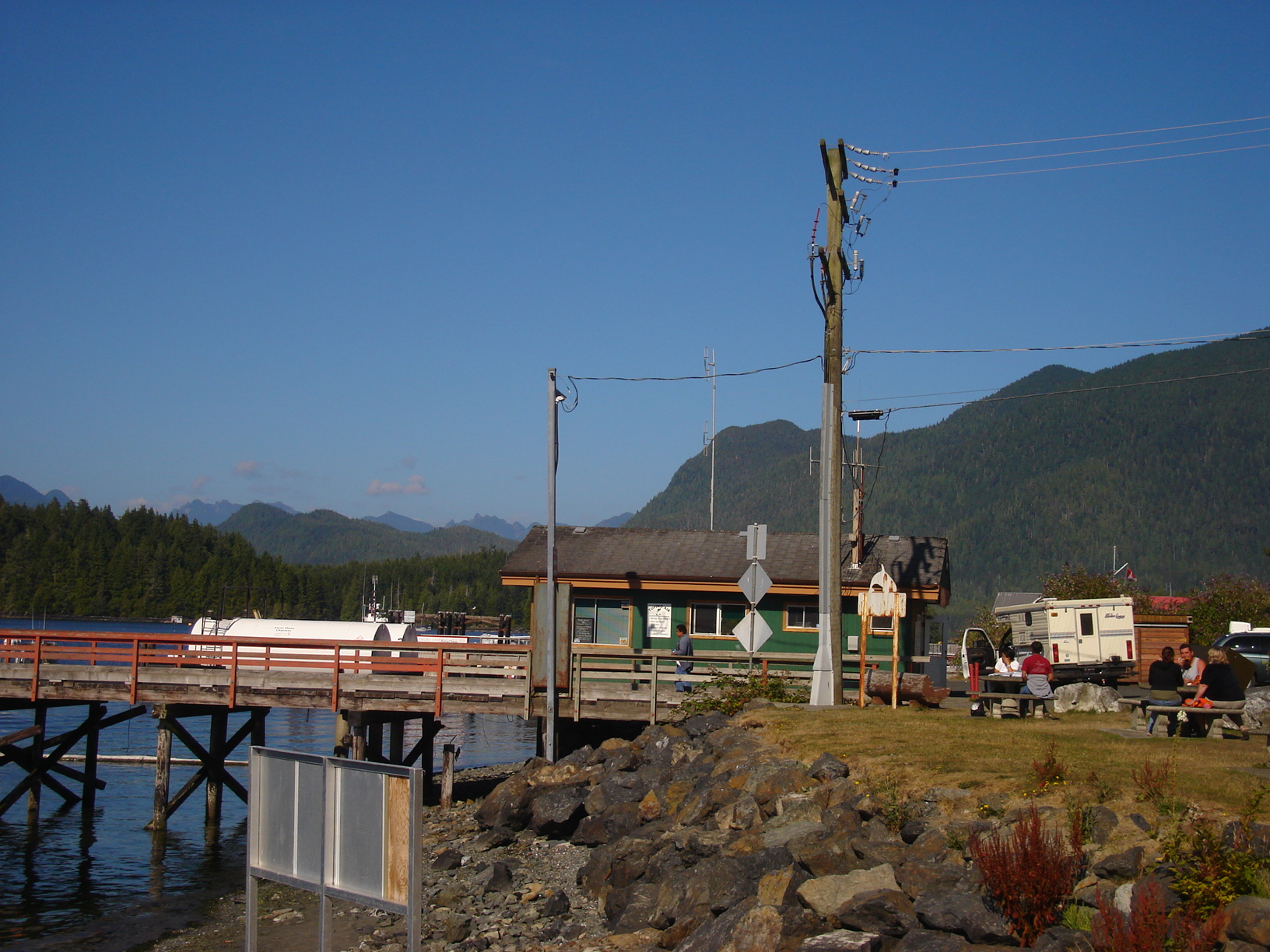
Vue sur les montagnes.